# Momentum (Steve Hackett)
Momentum è un album musicale di Steve Hackett uscito nel 1988. Fu il nono pubblicato dal chitarrista come solista e il secondo che raccoglie brani di impostazione classica dopo Bay of Kings.
L'album è stato ripubblicato 2001 con tre "bonus track".

## Musicisti

### Artista
- Steve Hackett: chitarra classica, acustica e tastiere

### Altri musicisti
- John Hackett: flauto traverso

## Tracce
1. Cavalcanti – 6:13
2. The Sleeping Sea – 3:27
3. Portrait of a Brazilian Lady – 5:15
4. When the Bell Breaks – 3:03
5. A Bed, A Chair and a Guitar – 2:44 (Steve Hackett/tradizionale)
6. Concert for Munich – 4:55
7. Last Rites of Innocence – 5:28
8. Troubled Spirit – 2:30
9. Variation on a Theme by Chopin – 4:55
10. Pierrot – 2:53
11. Momentum – 2:38

### Bonus track nell'edizione del 2001
1. Bourée – 1:34 (Johann Sebastian Bach)
2. An Open Window – 9:02
3. The Vigil – 6:19

- Tutti i brani sono di Steve Hackett tranne dove indicato.